# Хохлов, Сергей Афанасьевич
Сергей Афанасьевич Хохлов (1821, Муром, Владимирская губерния — 2 [14] декабря 1888, Муром, Владимирская губерния) — российский государственный и общественный деятель, городской голова города Мурома (1884—1888); купец второй гильдии, потомственный почётный гражданин.

## Биография
В документах 1865 года Сергей Афанасьевич Хохлов числился купцом второй гильдии. Его имения в городе оценивались в две тысячи рублей. Вскоре он стал потомственным почётным гражданином.
В 1875 году числится церковным старостой Христорождественской церкви города Мурома.
В 1878 году основал в Муроме пиво-медоваренный завод, а 19 ноября 1884 года получил в аренду сроком на 10 лет пиво-медоваренный завод умерших муромских купцов Владимира и Фёдора Фёдоровичей Львициных (В. Ф. Львицин умер в 1884 году), находившийся в Кожевенных кварталах.
Летом 1880 года получил разрешение Муромской городской думы провести в принадлежащий ему дом, находящийся в 1 квартале по Московской улице, воду прямо из водонапорной башни с правом пользования в течение одного года и с платой в пользу города по 25 рублей.
1 июня 1882 года Сергей Афанасьевич Хохлов выдаёт доверенность своему родному сыну Василию на управление винокуренными заведениями «во Владимирской, Нижегородской и др. губерниях».
16 мая 1884 года был избран городской голова города Мурома на четырехлетие ввиду отказа Е. И. Зворыкина и Д. Д. Жадина занимать эту должность.
Скончался 2 декабря 1888 года и погребён на Напольном кладбище.
С введением в 1914 году сухого закона, завод Хохловых прекратил своё существование. Их имение «каменный двухэтажный дом, занимаемый торговыми заведениями; земли мерой по лицу и всади по 7 сажен и по сторонам по 30 сажен. по ул. Московская № 9, квартал 1» перешло 23 августа 1914 года к мещанке Лидии Алексеевне Коноваловой, а 28 февраля 1915 года — к мещанину Н. Королькову.

## Семья
- Жена — Евдокия Савельевна (1825 — 10.04.1891), погребена на Напольном кладбище.
- Сын — Василий Сергеевич Хохлов (1853 — 18.04.1907), 4 июня 1875 года венчался первым браком с купеческой дочерью Анной Дмитриевной Кондратовой (1855 — ?); погребён на Напольном кладбище[1].
- Дочь — Екатерина (1862 — ?)